# Vinalesa
Vinalesa és un municipi del País Valencià que es troba a la comarca de l'Horta Nord. Limita amb Alfara del Patriarca, Bonrepòs i Mirambell, Foios i amb València.

## Geografia
Vinalesa està edificada a l'esquerra del barranc del Carraixet i el seu nucli urbà forma un gran arc a través de la carretera que va de Meliana a Montcada. El territori que ocupa és pla, amb un pendent suau de nord-est a sud-est i està situat a una altura de 21 metres.
El terme municipal té una extensió de 159 ha. En l'actualitat, 137 ha corresponen a sòl rústic dedicat a l'agricultura de regadiu. El sòl urbà està ocupat per 22,4 ha el que suposa el 14,4% del total del terme.
El clima de Vinalesa pertany al tipus mediterrani, amb temperatures suaus a l'hivern i caloroses a l'estiu. Les precipitacions són escasses donant-se pluges de forta intensitat horària a la primavera i la tardor. Té una temperatura mitjana de 17,3º.

## Història
Alqueria musulmana que fou propietat de Bertomeu Matoses, a qui li va ser confiscada a causa dels deutes que havia contret. L'any 1394, va comprar-la la seua vídua, Castellana, casada en segones núpcies amb Pere Busquets. L'any 1472, el senyoriu era del metge Gabriel Garcia, a instàncies del qual es va desmembrar la capella, que fins aleshores havia pertangut al municipi de Foios i passà a ser independent. L'església actual es va acabar de construir l'any 1779. En 1694 es va crear la Confraria de la Mare de Déu del Rosari, que perdura fins hui. A finals del segle xviii es va instal·lar en el municipi la important fàbrica de filats Lapayese.

## Demografia
| any  | habitants |
| ---- | --------- |
| 1900 | 1.272     |
| 1910 | 1.463     |
| 1920 | 1.681     |
| 1930 | 1.866     |
| 1940 | 1.872     |
| 1950 | 2.161     |
| 1960 | 2.062     |
| 1970 | 2.210     |
| 1981 | 2.414     |
| 1991 | 2.216     |
| 2000 | 2.341     |
| 2005 | 2.592     |
| 2007 | 2.783     |
| 2011 | 3.166     |
| 2022 | 3.525     |

## Economia
L'agricultura ha sigut històricament l'activitat principal de Vinalesa. En el segle xviii, el francès Joseph Lapayese va construir la que havia de ser una de les més importants i modernes fàbriques de seda del País Valencià, en un context d'important desenvolupament de la indústria sedera de València. Va destacar tant per la innovadora font d'energia que suposava la força motriu de l'aigua de la Séquia Reial de Montcada, com per la integració de les dones en la plantilla de treballadors. La fàbrica va canviar de propietaris diverses vegades durant la seua història: José Casadeván o la família Trenor. També va patir la crisi de la seda i es va reconvertir en fàbrica de jute i espart.
La fàbrica de sacs de jute Rafia Industrial, S.A. va prendre el testimoni d'esta històrica fàbrica. Amb la recent construcció del polígon industrial s'espera desenvolupar l'activitat industrial i de terciària.

## Política i govern

### Composició de la Corporació Municipal
El Ple de l'ajuntament està format per 11 regidors. En les eleccions municipals de 26 de maig de 2019 foren elegits 5 regidors del Partit Socialista del País Valencià (PSPV-PSOE), 4 del Partit Popular (PP) i 2 de Compromís per Vinalesa (Compromís).
| Eleccions municipals de 26 de maig de 2019 - Vinalesa                                                                                       |                                          |                                     |                                     |        |          |          |
| Candidatura | Candidatura                              | Candidatura                         | Cap de llista                       | Vots   | Vots     | Regidors |
| | Partit Socialista del País Valencià-PSOE |                                     | Francisco Javier Puchol Ruiz        | 781    | 40,95%   | 5 (+1)   |
| | Partit Popular                           |                                     | Gema Blat Marí                      | 618    | 32,41%   | 4 (+1)   |
| | Compromís per Vinalesa                   |                                     | Víctor Martínez Puchol              | 385    | 20,19%   | 2 ()     |
| | Altres candidatures                      |                                     |                                     | 92     | 4,82%    | 0 ( -2)  |
| | Vots en blanc                            |                                     |                                     | 31     | 1,63%    |          |
| Total vots vàlids i regidors | Total vots vàlids i regidors             | Total vots vàlids i regidors        | Total vots vàlids i regidors        | 1.907  | 100 %    | 11       |
| | Vots nuls                                | Vots nuls                           | Vots nuls                           | 33     | 1,70%    |          |
| Participació (vots vàlids més nuls) | Participació (vots vàlids més nuls)      | Participació (vots vàlids més nuls) | Participació (vots vàlids més nuls) | 1.940  | 73,01%** |          |
| Abstenció | Abstenció                                | Abstenció                           | Abstenció                           | 717*   | 26,99%** |          |
| Total cens electoral | Total cens electoral                     | Total cens electoral                | Total cens electoral                | 2.657* | 100 %**  |          |
| Alcalde: Francisco Javier Puchol Ruiz (PSPV) (15/06/2019) Per majoria absoluta dels vots dels regidors (7 vots: 5 de PSPV i 2 de Compromís) |                                          |                                     |                                     |        |          |          |
| Fonts: JEC, JEZ València, M. Interior, Periòdic Ara (* No són vots sinó electors. ** Percentatge respecte del cens electoral.)              |                                          |                                     |                                     |        |          |          |

### Alcaldes
Des de 2019 l'alcalde de Vinalesa és Francisco Javier Puchol Ruiz del Partit Socialista del País Valencià-PSOE.
| Període                       | Alcalde o alcaldessa                     | Partit polític | Data de possessió     | Observacions |
| ----------------------------- | ---------------------------------------- | -------------- | --------------------- | ------------ |
| 1979–1983                     | Felipe Navarro Fuster                    | GI             | 19/04/1979            | --           |
| 1983–1987                     | Felipe Navarro Fuster                    | AP-PDP-UL-UV   | 28/05/1983            | --           |
| 1987–1991                     | María Rosario Resurrección Orts          | UV             | 30/06/1987            | --           |
| 1991–1995                     | Rafael Pardo Peydro                      | PP             | 15/06/1991            | --           |
| 1995–1999                     | Rafael Pardo Peydro                      | PP             | 17/06/1995            | --           |
| 1999–2003                     | Julio Martínez Blat                      | PSPV-PSOE      | 03/07/1999            | --           |
| 2003–2007                     | Julio Martínez Blat                      | PSPV-PSOE      | 14/06/2003            | --           |
| 2007–2011                     | Julio Martínez Blat                      | PSPV-PSOE      | 16/06/2007            | --           |
| 2011–2015                     | Julio Martínez Blat                      | PSPV-PSOE      | 11/06/2011            | --           |
| 2015–2019                     | Julio Martínez Blat Alba Cataluña Peydro | PSPV-PSOE      | 13/06/2015 01/06/2017 | Defunció --  |
| 2019-2023                     | Francisco Javier Puchol Ruiz             | PSPV-PSOE      | 15/06/2019            | --           |
| Des de 2023                   | n/d                                      | n/d            | 17/06/2023            | --           |
| Fonts: Generalitat Valenciana |                                          |                |                       |              |

## Monuments
- Església de Sant Honorat. Va ser construïda en el segle xviii en estil neoclàssic amb elements barrocs. Destaca la gran façana amb frontó corb a l'esquerra de la qual se situa una torre amb dos cossos i una petita cúpula mentre que a la seva dreta es troba el cos d'una torre inacabada.
- Ermita de Santa Bàrbara. Té un aire senzill. La façana amb rematada de frontó lluu el seu un petit campanar en el vèrtex i una finestra quadrada sobre una boga recta. Es tracta d'una nau central única i de caràcter i ús religiós, amb una antiguitat entre 250 i 300 anys. Es troba a Gafaüt.
- Antiga Fàbrica de la Seda. Edifici de finals del segle xviii, va ser el primer centre fabril valencià utilitzant la força motriu de l'aigua de la Séquia Reial de Montcada. Actualment,[Quan?] s'utilitza com edifici per a diversos serveis socials de l'Ajuntament.
- Escoles Velles. Estan formades per dues naus rectangulars i idèntiques en estil modernista amb murs de maçoneria i coberta de teula àrab. Recentment,[Quan?] s'han restaurat per a allotjar des de 2011 un Centre de Dia per a persones majors.
- Alqueries. Són un exemple de l'arquitectura tradicional. Les alqueries (o popularment "alcries") inventariades a Vinalesa, totes elles de propietat privada, són les següents: Alqueria de Pèls (enderrocada), Alqueria del Serè, Alqueria del Picó i Alqueria del Naso. A prop del poble, però ja fora del terme, trobem la interessant Alqueria del Pi. Tenen unes característiques arquitectòniques comunes i estan orientades cap a llevant per a aprofitar la brisa del mar i la llum del sol. Algunes estan habitades, però majoritàriament estan en estat ruïnós.

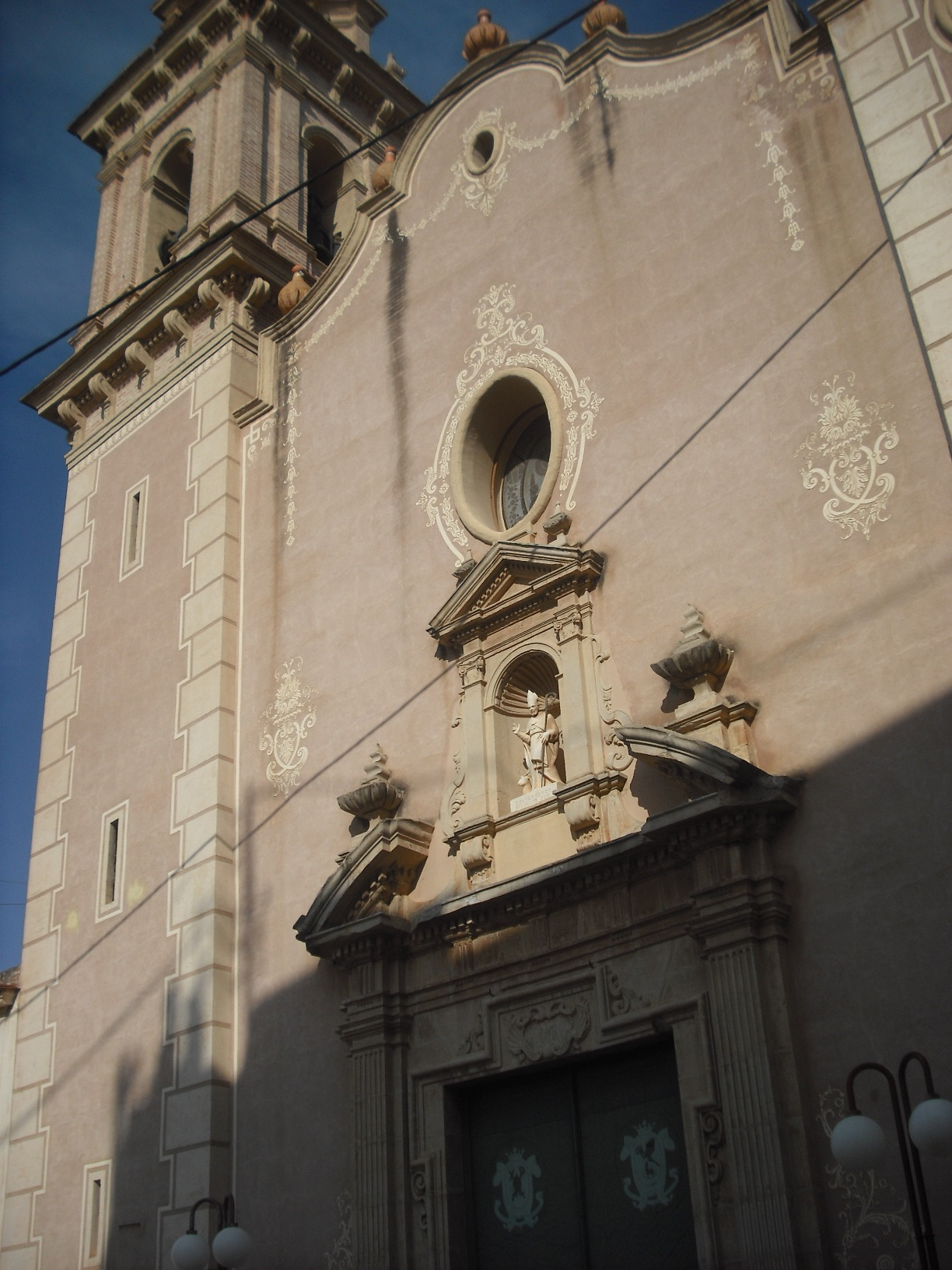
Església de Sant Honorat
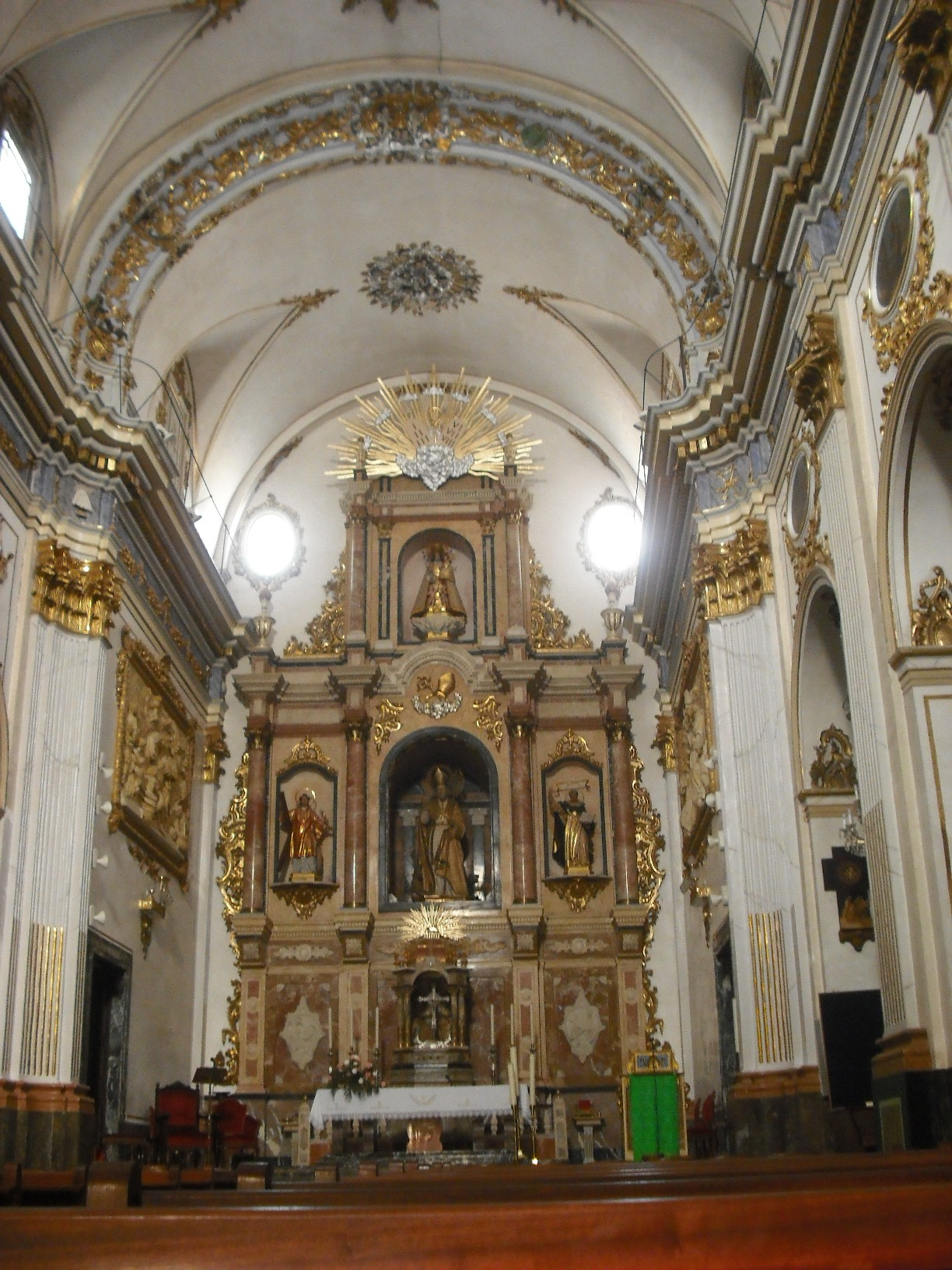
Altar major de l'església

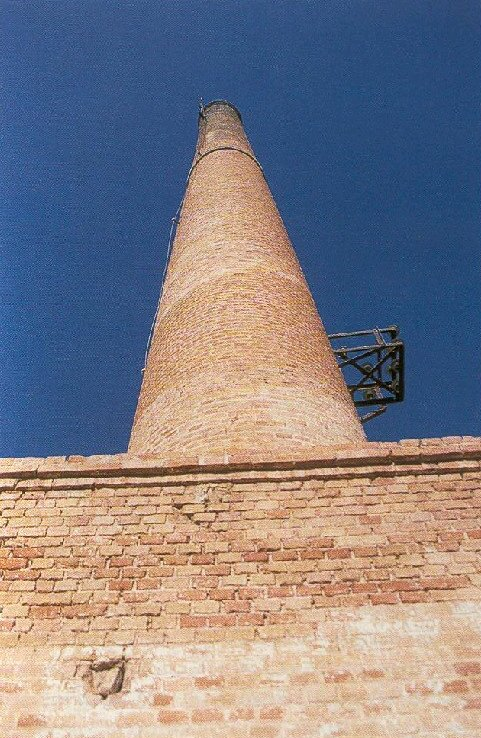
Fumeral de l'antiga Fàbrica de la Seda
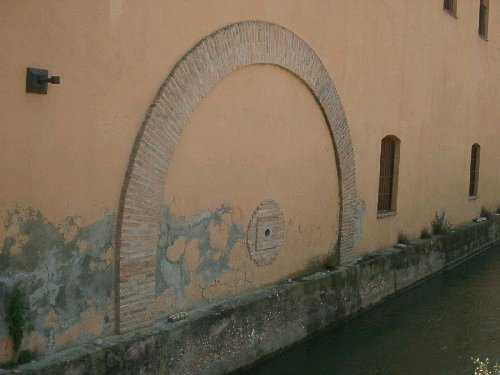
Restes de la nòria de la Fàbrica a la Séquia de Montcada
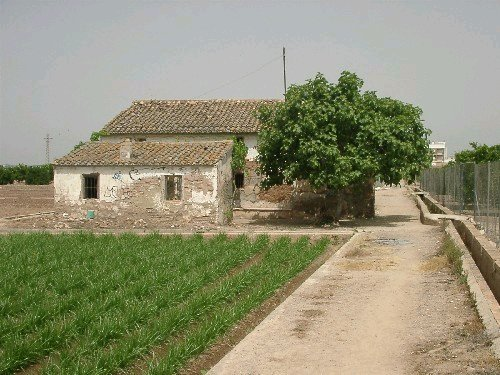
Alqueria de Pèls

## Llocs d'interès
- La Devesa. Era una casa de cultiu i oci que constava d'una casa, corrals per a animals diversos, un petit jardí i una horta adjunta que s'estenia aproximadament des de la plaça de l'Ermita fins a l'Anell de la Séquia Reial de Montcada. En total unes 75-80 Ha. Actualment, constitueix un paratge natural format per un passeig i una àrea natural el símbol de la qual és el Pi de l'Anell. Actualment, els terrenys són de propietat municipal on s'ha construït el Poliesportiu Municipal.
- Barranc de Carraixet. Separa el terme municipal de Vinalesa amb el d'Alfara del Patriarca i de València. Transcorre pegat al nucli urbà i ha sigut lloc d'encontre i passeig per als vinalesins. Les periòdiques "barrancades" que històricament afecten el poble han alimentat diverses llegendes al voltant d'ell relacionant-lo amb miracles del patró Sant Honorat.
- El Cano. Sifó per on la Séquia Reial de Montcada creua el Carraixet, entre Alfara i Vinalesa. Datable entre època romana i musulmana.

## Festes Locals
Pel que fa a les festes o celebracions de caràcter religiós, destaquen de les Festes de Sant Honorat (patró de Vinalesa), de Santa Bàrbara, Verge del Pilar i Verge del Roser, que se celebren durant la primera quinzena del mes d'octubre, quan també se celebra la festivitat del 9 d'octubre, de caràcter cívic. Les Festes d'octubre estan farcides d'elements religiosos com ara misses, processons, cants d'aurores, etc.; grans sopars populars a on els veïns es reunixen en el pati del Centre Cívic, activitats culturals dedicades a la gent major, als xiquets o el concert de la Societat Renaixement Musical de Vinalesa; discomòbils, orquestres, ball de disfresses i altres activitats dedicades als jóvens. Les famoses calderes d'arròs caldós amb fesols i naps també són un element que aglutina i identifica Vinalesa amb altres pobles de l'Horta Nord.

## Gastronomia
La gastronomia del municipi té una gran autenticitat. A banda, de tots els plats valencians que s'elaboren, com totes les modalitats d'arròs i hortalisses hi ha uns quants menjars autòctons i propis de Vinalesa.
- Calderes. És un plat amb molta tradició històrica i possiblement Vinalesa fou el primer poble on es començaren a fer. En els seus orígens era el menjar que es repartia per als pobres. Actualment, s'ha convertit en tot un ritual. L'elaboració del plat és prou costós, ja que els cuiners comencen de bon matí a fer-les. La vesprada d'abans un grup de dones, anomenades les "pelaores", es dedica a pelar totes les verdures necessàries per a fer les calderes. Normalment, es solen fer quinze o setze calderes. El nom correspon a l'aparell en què es couen que, com el nom diu, és una gran caldera. El plat s'anomena arròs amb fesols i naps, que són els ingredients bàsics. A més, també porta creïlla, nap i col, penca, botifarra, carn de corder i ossos, tanda de porc i cansalada, orella, cua i morro de porc.
- Coques Cristines. És un dolç típic de Vinalesa fet a base d'ametla i sucre en forma de coca.

## Personalitats destacades

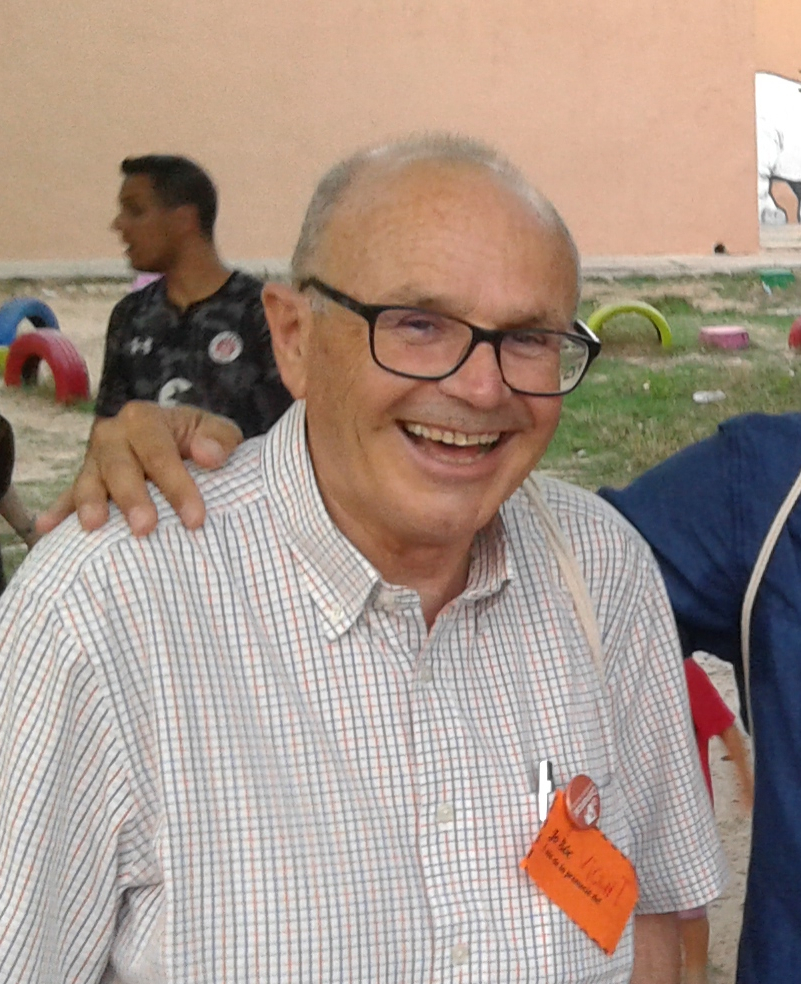
Vicent Pardo Peris (escriptor juvenil)
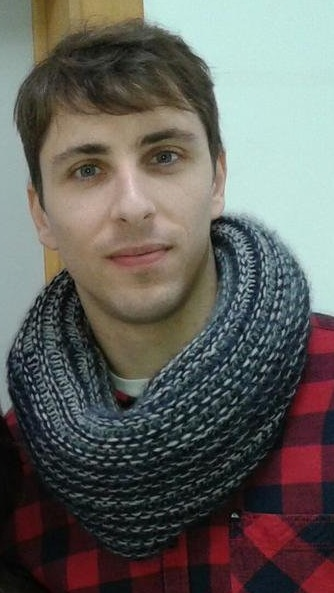
Puchol II (pilotari)
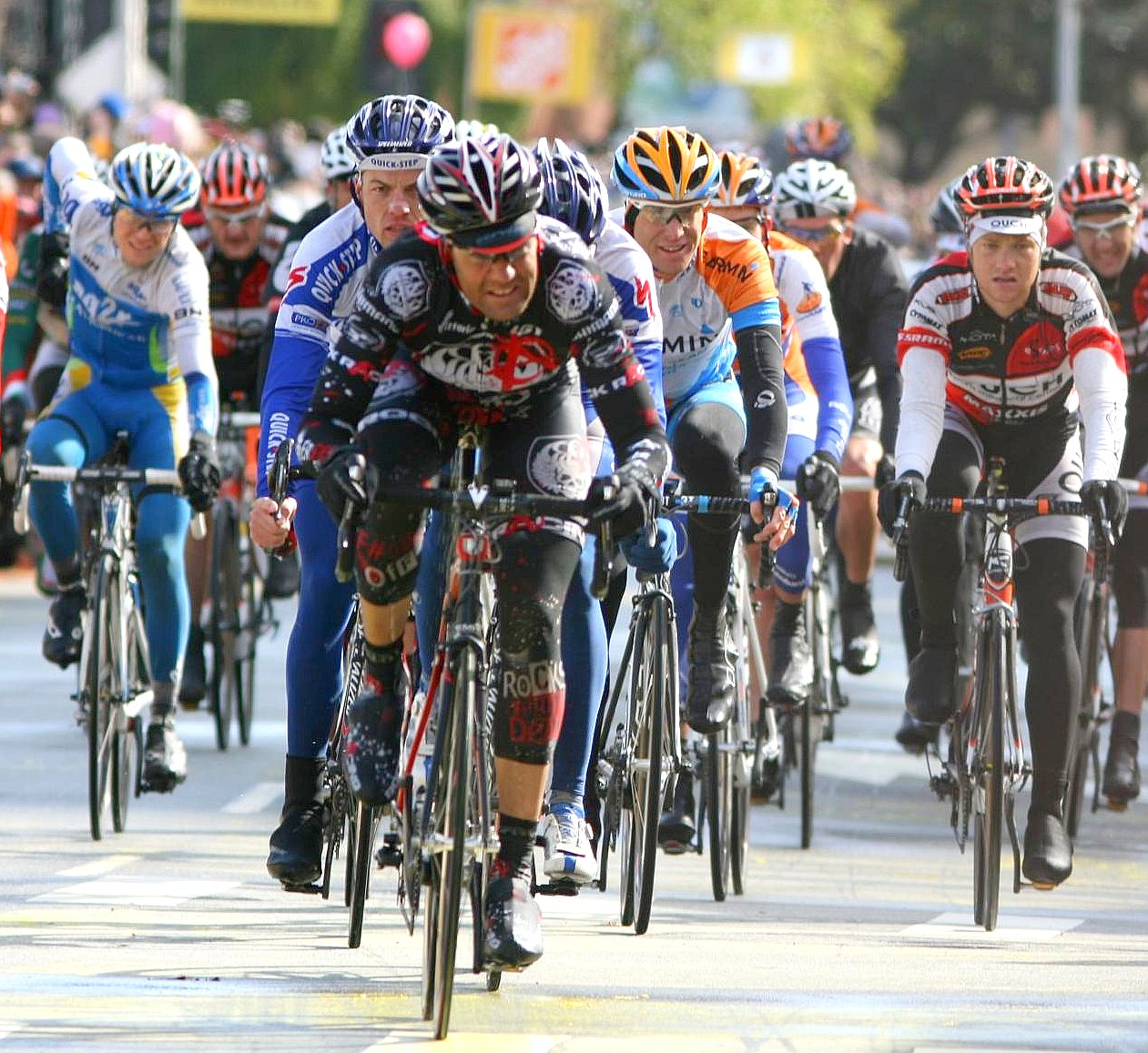
Quique Gutiérrez (ciclista)
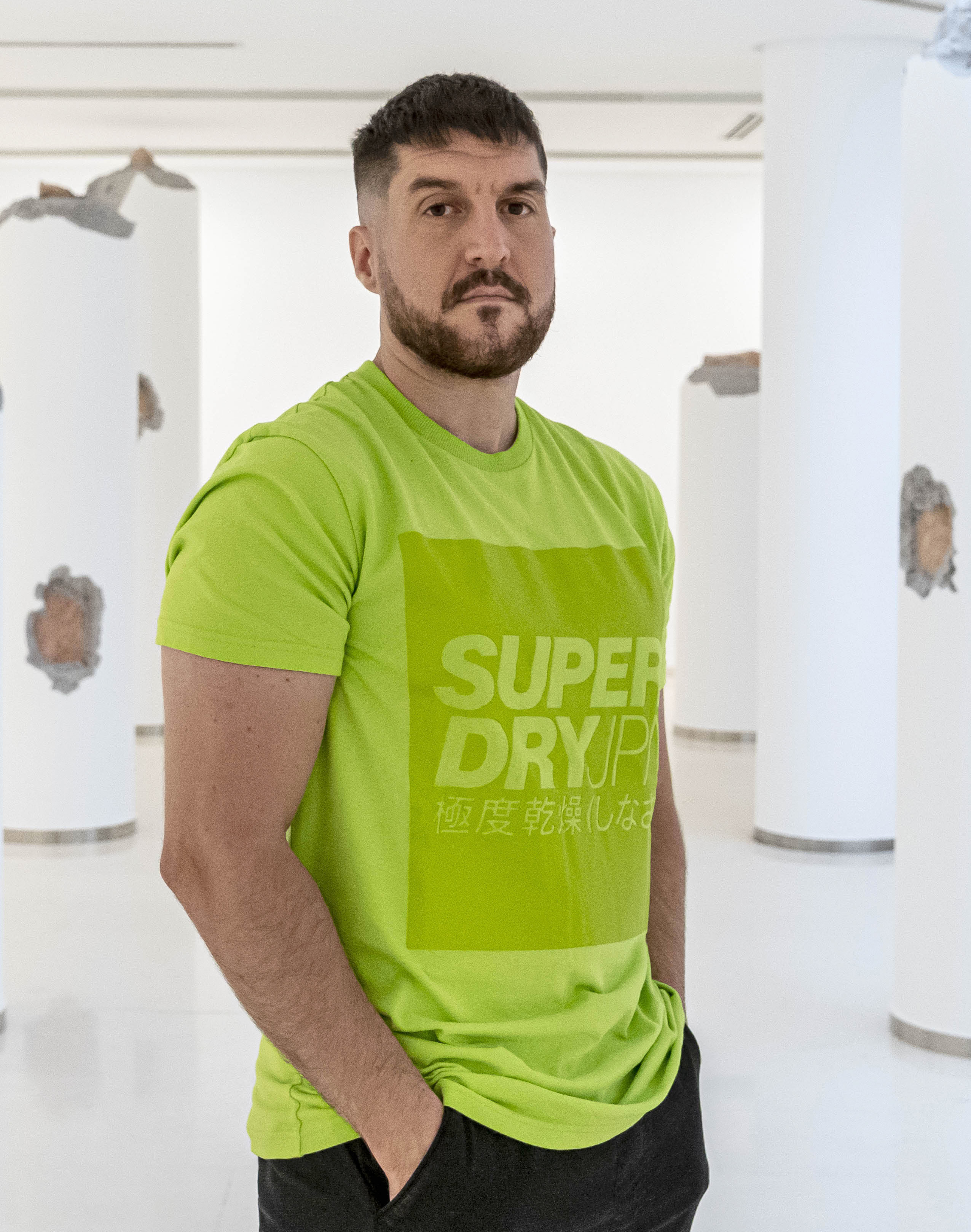
Guillermo Ros (escultor)

Categoria principal: vinalesins
| \| N. \| nom i llinatges \| activitat \| m. \| \| ---- \| ---------------------------------- \| --------- \| ---- \| \| 1862 \| Rafael Mollá i Rodrigo \| metge \| 1930 \| \| 1914 \| José Blat Gimeno \| mestre \| 2003 \| \| 1926 \| Francisco Ros Casares \| empresari \| 2014 \| \| 1940 \| Honorat Ros i Pardo \| filòleg \| 2023 \| \| 1954 \| Vicent Pardo Peris \| escriptor \| \| \| 1957 \| Julio Martínez Blat \| alcalde \| 2017 \| \| 1964 \| Arturo Ros Murgadas \| bisbe \| \| \| 1974 \| José Enrique Gutiérrez Cataluña \| ciclista \| \| \| 1986 \| Lara Salvador Peydro \| actriu \| \| \| 1988 \| Guillermo Ros Lluch \| escultor \| \| \| 1991 \| Francesc Xavier Puchol i Catalunya \| pilotari \| \| | - Vicent Pardo Peris (escriptor juvenil) - Puchol II (pilotari) - Quique Gutiérrez (ciclista) - Guillermo Ros (escultor) |           |      |
| N. | nom i llinatges | activitat | m.   |
| 1862 | Rafael Mollá i Rodrigo                                                                                                   | metge     | 1930 |
| 1914 | José Blat Gimeno | mestre    | 2003 |
| 1926 | Francisco Ros Casares | empresari | 2014 |
| 1940 | Honorat Ros i Pardo | filòleg   | 2023 |
| 1954 | Vicent Pardo Peris | escriptor |      |
| 1957 | Julio Martínez Blat | alcalde   | 2017 |
| 1964 | Arturo Ros Murgadas | bisbe     |      |
| 1974 | José Enrique Gutiérrez Cataluña                                                                                          | ciclista  |      |
| 1986 | Lara Salvador Peydro | actriu    |      |
| 1988 | Guillermo Ros Lluch | escultor  |      |
| 1991 | Francesc Xavier Puchol i Catalunya                                                                                       | pilotari  |      |